# نورمان كونورز
نورمان كونورز (بالإنجليزية: Norman Connors)‏ هو ملحن أمريكي، ولد في 1 مارس 1947 في فيلادلفيا في الولايات المتحدة.

## وصلات خارجية
- نورمان كونورز على موقع ميوزك برينز (الإنجليزية)
- نورمان كونورز على موقع أول ميوزيك (الإنجليزية)
- نورمان كونورز على موقع ديسكوغز (الإنجليزية)